# Герб комуни Гер'єдален
Герб комуни Гер'єдален (швед. Härjedalens kommunvapen) — символ шведської адміністративно-територіальної одиниці місцевого самоврядування комуни Гер'єдален.

## Історія
Відомий з XVIII ст. як герб ландскапу Гер'єдален. Сучасне оформлення отримав 1935 року. Після адмінреформи 1974 року став гербом комуни Гер'єдален. Герб комуни зареєстровано того ж року.

## Опис (блазон)
У срібному полі чорне ковадло дзьобом додолу з червоною серединою, справа — чорні кліщі руків'ями додолу, зліва — два чорні молоточки з червоними руків'ями вгору та додолу.

## Зміст
Сюжет герба походить з печатки 1647 р. Він вказує розвинутий промисел обробки залізної руди і ковальство.